# محمد حسين يونس
محمد حسين يونس قاص وروائي مصري، مولود في القاهرة في 3 مارس سنة 1940.

## التعليم
حاصل على بكالوريوس العمارة في سنة 1962.

## العمل
عمل في القوات المسلحة حتى أكتوبر سنة 1970. ثم أحيل إلى المعاش برتبة رائد.

## الكتابة
يقول الكاتب عن طريقته في الكتابة ومصدر إلهامه: «عندما ابدأ الكتابة.. لا أعرف مسبقا ماذا سأكتب.. ولا أقيد نفسي بخطة وحدوته أو إسلوب عمل.. بقدر ما أترك العنان لتتوارد الأفكار وتستدعي بعضها بعضا.. أبدا بشيء غامض أقرب للوحي.»

## العودة من الأسر
أُسِرَ المهندس محمد حسين يونس الكاتب والروائي، في إسرائيل عقب نكسة 1967. روى عن تجربتة بعد عوته من الأسر قائلاً: «تحركنا من عتليت بالمساء ووصلنا في الفجر القنطرة شرق وعبرنا قناة السويس بواسطة لنشات الصليب الأحمر.. ركبت من الاسماعيلية لحد الكلية الحربية وطول الطريق بعيط لما بفتكر أيام الأسر». عن حياته وتغيرها قال: «لما رجعت القاهرة وجدت مصر كما هي، الستات لابسين ميكرو جيب وفرق الموسيقى تعزف ومسلسلات رمضان شغالة.. ولكن حياتي الشخصية اتبهدلت بعد تجربة الأسر، لاني لم أعد أقبل الحاجة النص نص إن لم تكن كاملة، لا اقبلها في علاقاتي الشخصية وعملي وبلدي، وده سبب لي مشاكل كتيرة».

## أعماله
له مجموعة كتب في مختلف الأجناس الأدبية وهي:
| الكتاب                                  | اللغة   | الناشر               | السنة   | عدد الصفحات | الرقم الدولي         | المصدر        |
| --------------------------------------- | ------- | -------------------- | ------- | ----------- | -------------------- | ------------- |
| خطوات على الأرض المحبوسة                | العربيه | دار الشروق           | 2008    | 382         | (ردمك 9789770924886) | [ 6 ]         |
| قراءة حديثة في كتاب قديم (دراسات)       | العربيه | مكتبة مدبولى         | 2009    | 308         | (ردمك 9772087677)    | [ 7 ]         |
| طلسمات مصرية (دراسات)                   | العربيه | سنابل للنشر والتوزيع | 2004    | 165         | (ردمك 9775634067)    | [ 8 ]         |
| أجمل الكلمات لم أهمس بها بعد            | العربيه | دار العالم الجديد    | 1985    | 132         | لا يوجد              | [ 9 ]         |
| البردية المجهولة (قصص قصيرة)            | العربيه | دار النهر            | 1995    | 111         | (ردمك 9775617057)    | [ 10 ]        |
| على شفا الموت على شفا الجنون            | العربيه | لا يوجد              | 2010    | 196         | لا يوجد              | [ 11 ]        |
| أحاديث عن الغولة (قصص قصيرة)            | العربيه | لا يوجد              | لا يوجد | لا يوجد     | لا يوجد              | [ 12 ]        |
| آلهة المصريين (ترجمة)                   | العربيه | لا يوجد              | لا يوجد | لا يوجد     | لا يوجد              | [ 13 ]        |
| ما بعد الحرب الباردة (ترجمة)            | العربيه | لا يوجد              | لا يوجد | لا يوجد     | لا يوجد              | [ 12 ]        |
| ثقافة المصريين (دراسات)                 | العربية | لا يوجد              | لا يوجد | لا يوجد     | لا يوجد              | [ 14 ]        |
| على شفا الموت على شفا الجنون            | العربية | لا يوجد              | لا يوجد | 196         | لا يوجد              | [ 11 ] [ 15 ] |
| جدي الملك الأله (قصص قصيرة)             | العربية | لا يوجد              | لا يوجد | لا يوجد     | لا يوجد              | [ 14 ]        |
| طعام لنا بدلا من طعام الآلهة قصص قصيرة) | العربية | لا يوجد              | لا يوجد | لا يوجد     | لا يوجد              |               |